# Sannio Aglianico passito
Il Sannio Aglianico passito è un vino DOC la cui produzione è consentita nella provincia di Benevento.

## Caratteristiche organolettiche
- colore: rubino più o meno intenso, tendente al granato col passare del tempo
- odore: vinoso, gradevole
- sapore: asciutto, caratteristico, di corpo, a volte morbido

## Produzione
Provincia, stagione, volume in ettolitri
- nessun dato disponibile